# Claude Guigue
Pour les articles homonymes, voir Guigue.
Claude Guigue, né à Trévoux le 16 octobre 1832 et mort au même endroit le 8 février 1889, était un historien et archiviste français.

## Biographie
Bachelier ès lettres en 1852, Marie Claude Guigue est licencié en droit en 1855. Il entre à l'École impériale des chartes où il soutient la thèse : Essai sur les causes de la dépopulation de la Dombes et l'origine des étangs. À l'issue de cette formation, en 1856 il est diplômé archiviste paléographe. La thèse est  publiée en 1857.
Il est également le traducteur des notes secrètes de Napoléon Ier pour Napoléon III. S'attirant l’animosité de Napoléon III lors de ce travail « en raison de la lenteur de ses travaux », il est renvoyé à Trévoux au poste subalterne de vérificateur des poids et mesures le 15 mars 1859. Il sera ensuite percepteur, à Songieu à partir de 1866, puis à Vonnas à partir de 1870. La raison immédiate de sa disgrâce est plus théâtrale :

« Admonesté vertement par le secrétaire de l'Empereur pour la lenteur de son travail, Marie-Claude Guigue a invoqué la difficulté du travail et le secrétaire a déclaré que l'Empereur s'impatientait. Réponse : l'Empereur m'emmerde, et l'Empereur entrait à ce moment dans la pièce. Résultat Marie-Claude Guigue a été exilé de Paris et envoyé à Trévoux près de sa mère. »

— Georges Tricou, Notes biographiques et bibliographiques sur Marie-Claude et Georges Guigue archiviste [sic] en chef du département du Rhône (1877-1926).

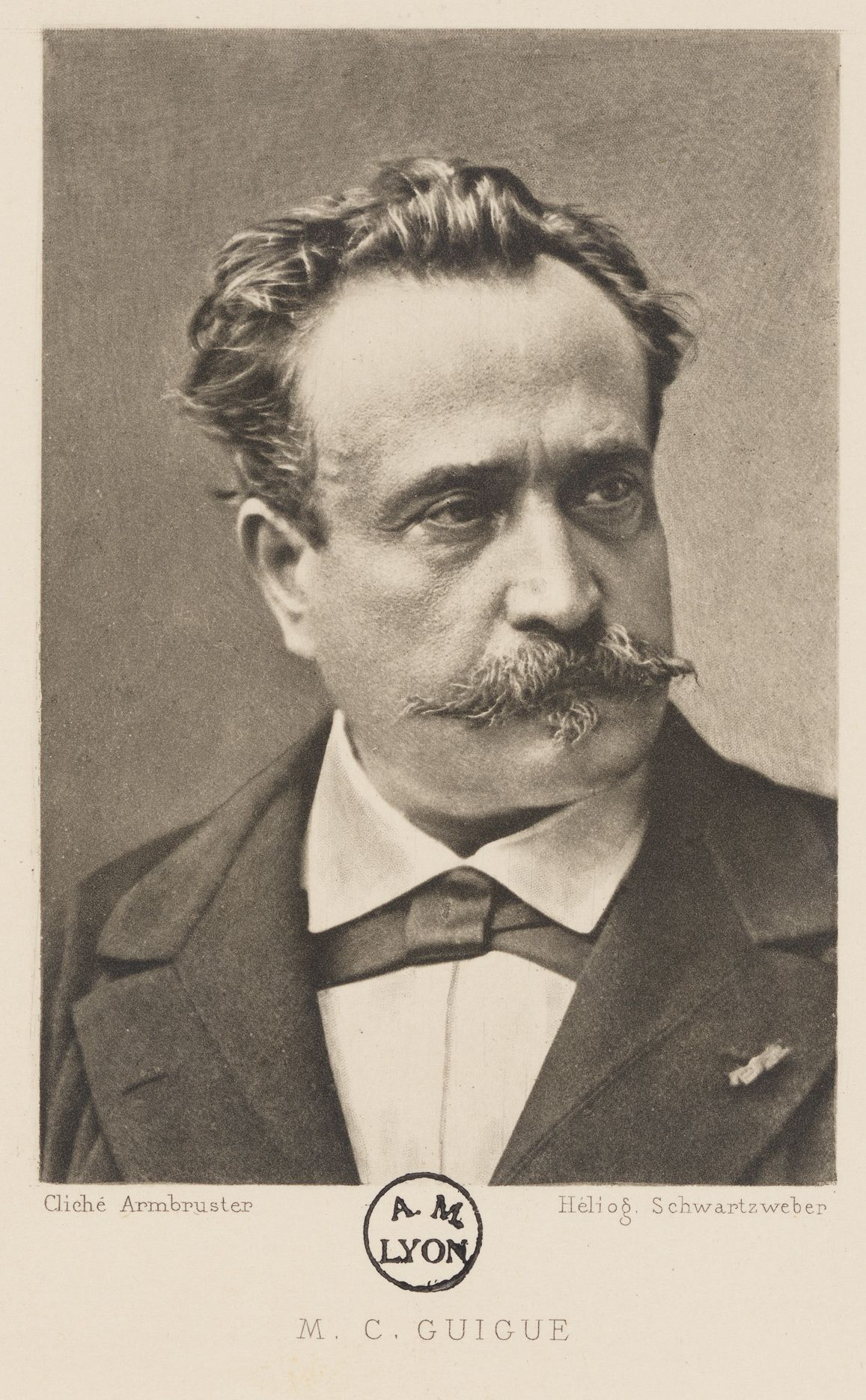
Portrait de Claude Guigue en 1889

Il passe d'archiviste départemental de l'Ain en 1873, à archiviste-adjoint de Lyon en 1874, puis archiviste-en-chef des Archives départementales du Rhône et de Lyon, à partir de 1877 pour enfin être Inspecteur-général des archives communales du département en 1880. Sa nomination à Lyon fait l'objet d'un éloge public : 

« Nous lisons dans La décentralisation : par arrêté préfectoral du 6 juin, M. Guigue, ancien élève de l'école des chartes, archiviste départemental de l'Ain, a été nommé archiviste de la ville de Lyon. Nous félicitons très sincèrement l'administration d'avoir confié ces fonctions importantes, qui exigent outre une instruction générale, des connaissances historiques et archéologiques très étendues, à un publiciste bien connu par des ouvrages remarqués et recherchés par les érudits. Nous avons dit, à plusieurs reprises, ce que nous pensons de ces ouvrages écrits non seulement avec la science, mais avec la bonne foi la plus sincère et les opinions les plus impartiales. La dernière publication de l'honorable M. Guigue (topographie de l'Ain) a été parfaitement accueillie par les souscripteurs, en tête desquels figure l'auguste nom du chef de la royale maison de France. »

— L'Écho de Fourvière, 27 juin 1874

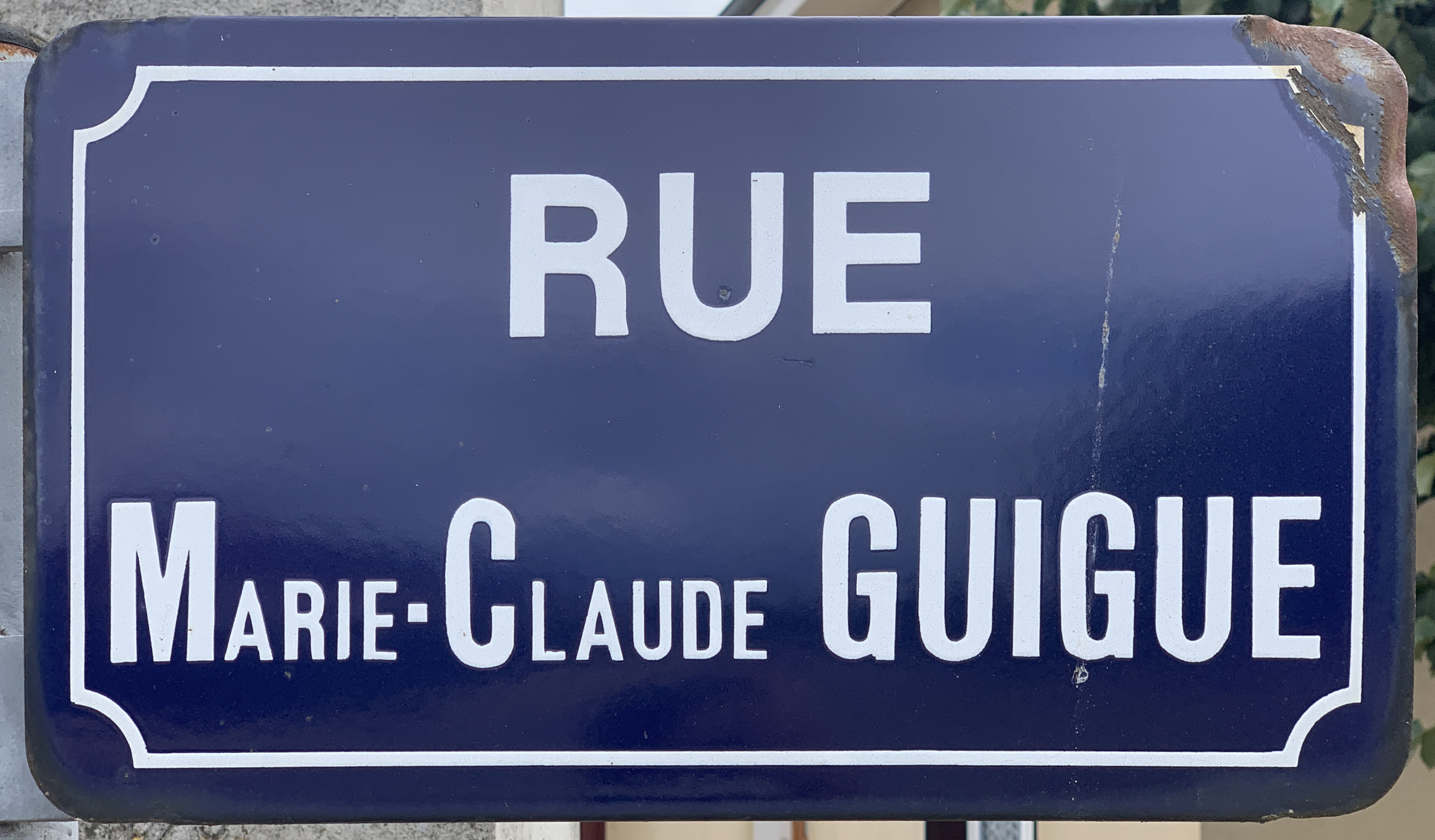
Plaque de la rue Marie-Claude Guigue à Vonnas (Ain).

Il sera aussi membre de l'Académie des sciences, belles-lettres et arts de Lyon à partir 1877 et reçoit la légion d'honneur le 15 septembre 1878 après avoir opposé une fin de non-recevoir au duc de Persigny qui lui proposait d'être décoré par Napoléon III. 
Son fils Georges, lui aussi historien et archiviste lyonnais, poursuivit ses travaux et sa passion pour l'histoire, et lui succéda à la tête des archives départementales du Rhône dès 1889.

## Distinctions
- Chevalier de la Légion d'honneur

## Ouvrages
- Essai sur les causes de la dépopulation de la Dombes et l'origine des étangs, Bourg-en-Bresse, 1857 [lire en ligne]  — Rééd. Hachette, BnF, 2014
- Topographie historique du département de l'Ain[5], Bourg-en-Bresse et Lyon,  A. Brun, 1873 disponible en ligne sur Gallica
- Destruction de l'Eglise de Saint-Just, du cloître et de partie du faubourg par les Protestants en 1562 : enquête et procès-verbaux, Lyon, Henry Georg, 1878.
- Georges Tricou, Notes biographiques et bibliographiques sur Marie-Claude et Georges Guigue archiviste [sic] en chef du département du Rhône (1877-1926), Lyon, Audin, 1958.